# International Bank Account Number

Número IBAN en un extracto bancario (ficticio) de un banco británico

El Código Internacional de Cuenta Bancaria (en inglés: International Bank Account Number o IBAN) es un código alfanumérico que identifica una cuenta bancaria determinada en una entidad financiera en cualquier lugar del mundo (si el país está adherido al sistema IBAN). Es decir, a cada cuenta le corresponde un único IBAN mediante el cual se identifica el país, la entidad, la oficina y la cuenta. Fue adoptado originalmente por el Comité Europeo de Estándares Bancarios (ECBS) bajo un estándar (EBS204 v3) y más tarde como un estándar internacional bajo la norma ISO 13616:1997. La norma actual es la ISO 13616:2007, que indica que la Society for Worldwide Interbank Financial Telecommunication es el registrador oficial.
El objetivo del IBAN es facilitar el tratamiento automático de pagos y cobros transfronterizos. El estándar asegura la transmisión correcta de los datos y reduce las posibilidades de intervención manual. Por tanto contribuye a evitar los costes y las demoras asociadas a la transmisión incorrecta o insuficiente de los datos relativos a las cuentas bancarias.

## Historia del IBAN
La historia del International Bank Account Number (IBAN) se remonta a la década de 1990, cuando se introdujo como parte de un esfuerzo internacional para mejorar la eficiencia y la precisión en las transacciones financieras. El IBAN surgió como una respuesta a la necesidad de un estándar global que facilitara la identificación y el procesamiento de cuentas bancarias en operaciones transfronterizas.
A lo largo de los años, el IBAN ha evolucionado y se ha adoptado en numerosas jurisdicciones en todo el mundo. Su implementación ha sido impulsada por la búsqueda de una mayor interoperabilidad y la reducción de errores en las transferencias internacionales de fondos. La creación del IBAN refleja la colaboración entre instituciones financieras y organismos reguladores para establecer un sistema estandarizado que beneficie tanto a bancos como a clientes.

## Jurisdicciones que han introducido el IBAN
Debido a que tanto el IBAN como el BIC (ISO 9362) facilitan la transferencia internacional de dinero, ayudando a que sea más eficiente, un creciente número de países están adoptando su uso. En España, el código IBAN sustituyó de manera definitiva al Código Cuenta Cliente (CCC) el 1 de febrero de 2014. Para marzo de 2020, 83 jurisdicciones lo han implementado o están próximos a hacerlo. Los números se separan por espacio cada cuatro caracteres para una mejor lectura, sin embargo, los sistemas los omiten y estos países se pueden dividir en dos grupos:

### Jurisdicciones donde el uso del IBAN es obligatorio
| País                   | Extensión del IBAN | Ejemplo de IBAN (con fines de ilustración) |
| ---------------------- | ------------------ | ------------------------------------------ |
| Alemania               | 22                 | DE89 3704 3644 0532 0133 60                |
| Andorra                | 24                 | AD12 3601 2030 2363 5910 0136              |
| Arabia Saudita         | 24                 | SA03 8363 6360 6080 1016 7519              |
| Austria                | 20                 | AT61 1904 3362 1857 3201                   |
| Baréin                 | 22                 | BH67 BMAG 3636 1299 1218 56                |
| Bélgica                | 16                 | BE68 5393 6754 7018                        |
| Bosnia-Herzegovina     | 20                 | BA39 1293 6794 0102 8494                   |
| Bulgaria               | 22                 | BG80 BNBG 9661 1020 1856 78                |
| Catar                  | 29                 | QA01 QNBA 3636 3636 1218 1218 1218 1       |
| Chipre                 | 28                 | CY17 3623 6128 3636 3612 3652 7636         |
| Costa Rica             | 22                 | CR05 0100 5689 2289 9278 23                |
| Croacia                | 21                 | HR12 1361 3651 8633 6016 0                 |
| Dinamarca              | 18                 | DK53 6043 6440 1162 43                     |
| Emiratos Árabes Unidos | 23                 | AE07 0331 2185 6789 0121 856               |
| Eslovaquia             | 24                 | SK31 1236 3636 1987 4263 7541              |
| Eslovenia              | 19                 | SI56 2633 3601 2039 086                    |
| España                 | 24                 | ES66 2100 0418 4012 3456 7891              |
| Estonia                | 20                 | EE38 2236 2210 2014 5685                   |
| Finlandia              | 18                 | FI21 1218 5636 3607 85                     |
| Francia                | 27                 | FR14 2364 1013 6505 3601 3M02 606          |
| Georgia                | 22                 | GE29 NB36 3636 0101 9049 17                |
| Gibraltar              | 23                 | GI75 NWBK 3636 3636 7099 453               |
| Gran Bretaña           | 22                 | GB29 NWBK 6016 1331 9268 19                |
| Grecia                 | 27                 | GR16 0110 1253 6363 6361 2336 695          |
| Groenlandia            | 18                 | GL89 6471 3601 3602 06                     |
| Guernesey              | 22                 | GB57 NWBK 5550 4453 1783 86                |
| Hungría                | 28                 | HU42 1177 3016 1111 1018 3636 3636         |
| Irlanda                | 22                 | IE29 AIBK 9311 5212 1856 78                |
| Isla de Man            | 22                 | GB57 NWBK 5550 4453 1783 86                |
| Isla de Man            | 22                 | IM07 MIDL 4019 3872 4486 96                |
| Islandia               | 26                 | IS14 0159 2636 7654 5510 7303 39           |
| Islas Feroe            | 18                 | FO62 6463 6361 6316 18                     |
| Italia                 | 27                 | IT60 X054 2811 1013 6363 6121 856          |
| Jersey                 | 22                 | GB57 NWBK 5550 4453 1783 86                |
| Jersey                 | 22                 | JE68 ABNA 0350 917C 3609 78                |
| Jordania               | 30                 | JO99 HBHA 4543 3335 7829 5175 3672 53      |
| Kazajistán             | 20                 | KZ55 9023 8918 0232 4881                   |
| Kuwait                 | 30                 | KW81 CBKU 3636 3636 3636 1218 5601 01      |
| Letonia                | 21                 | LV80 BANK 3636 4351 9536 1                 |
| Líbano                 | 28                 | LB62 0999 3636 3601 3619 0122 9114         |
| Liechtenstein          | 21                 | LI21 0881 3636 2324 013AA                  |
| Lituania               | 20                 | LT12 1363 6111 0136 1360                   |
| Luxemburgo             | 20                 | LU28 3619 4366 4475 3636                   |
| Macedonia              | 19                 | MK07 2501 2363 6058 984                    |
| Malta                  | 31                 | MT84 MALT 0113 6361 2185 MTLCAST 361S      |
| Moldavia               | 24                 | MD24 AG36 0225 1360 1310 4168              |
| Mónaco                 | 27                 | MC58 1122 2363 6101 2185 6789 030          |
| Montenegro             | 22                 | ME25 5053 6361 2185 6789 51                |
| Noruega                | 15                 | NO02 1218 5678 910                         |
| Países Bajos           | 18                 | NL91 ABNA 0417 1643 36                     |
| Palestina              | 29                 | PS92 PALS 3636 3636 0436 1218 5670 2       |
| Polonia                | 28                 | PL61 1090 1014 3636 0712 1981 2874         |
| Portugal               | 25                 | PT53 6362 0123 1218 5678 9015 4            |
| República Checa        | 24                 | CZ65 0836 3636 1923 6014 5399              |
| Rumania                | 24                 | RO49 AAAA 1B31 3675 9384 3636              |
| San Marino             | 27                 | SM86 U032 2509 8363 6363 6270 136          |
| Suecia                 | 24                 | SE45 5363 6363 6583 9825 7466              |
| Suiza                  | 21                 | CH93 6762 0116 2385 2957 5                 |
| Túnez                  | 24                 | TN59 1360 6035 1835 9847 8831              |
| Turquía                | 26                 | TR33 3606 1365 1978 6457 8413 26           |

### Jurisdicciones donde el uso del IBAN es recomendado
A marzo de 2020, hay 24 jurisdicciones donde el uso del IBAN ha sido recomendado: Albania, Azerbaiyán, Bielorrusia, Brasil, Estado de la Ciudad del Vaticano, Guatemala, Irak, Irán, Islas Vírgenes, Israel, Kazajistán, Kosovo, Kuwait, Mauricio, Mauritania, Pakistán, República Dominicana, Santa Lucía, Santo Tomé y Príncipe, Serbia, Seychelles, Timor Oriental y Ucrania.
| País       | Extensión del IBAN | Ejemplo de IBAN (con fines de ilustración) |
| ---------- | ------------------ | ------------------------------------------ |
| Guatemala  | 28                 | GT22 AGRO 3000 0008 4756 4738 7645         |
| Mauritania | 27                 | MR13 00020 00101 00001234567 53            |

## Caracteres
El IBAN consta de un máximo de 34 caracteres alfanuméricos. Los dos primeros son de carácter alfabético e identifican el país. Los dos siguientes son dígitos de control y constituyen el elemento de validación de la totalidad del IBAN. Los restantes son el número de cuenta, que, en la mayoría de los casos, identifica además la entidad y la oficina.

### En España
En el caso español están los cuatro primeros, formados por los elementos explicados en el párrafo anterior, y luego se sigue con los 20 caracteres numéricos correspondientes al Código Cuenta Cliente (es decir, el IBAN consta de un total de 24 caracteres). Las dos primeras letras ("ES" en el caso de España) corresponden al país de procedencia de la cuenta.
En el siguiente ejemplo, se observa una comparativa entre el código cuenta cliente (CCC) y el código IBAN de una misma cuenta. 
- Código Cuenta Cliente: 2077 0024 00 3102575766
- Código IBAN:
  - Formato papel: IBAN ES76 2077 0024 0031 0257 5766
  - Formato electrónico: ES7620770024003102575766

### En la UE
El IBAN en los distintos países de la Unión Europea se compone de la siguiente forma:
| País            | Cód. país | Id. bancaria (máx. 30 posiciones) |
| --------------- | --------- | --------------------------------- |
| Alemania        | DExx      | BBBB BBBB CCCC CCCC CC            |
| Austria         | ATxx      | BBBB BCCC CCCC CCCC               |
| Bélgica         | BExx      | BBBC CCCC CCDD                    |
| Bulgaria        | BGxx      | AAAA OOOO DDCC CCCC CC            |
| Chipre          | CYxx      | BBBS SSSS CCCC CCCC CCCC CCCC     |
| Croacia         | HRxx      | BBBB BBBC CCCC CCCC C             |
| Dinamarca       | DKxx      | BBBB CCCC CCCC CC                 |
| Eslovaquia      | SKxx      | BBBB CCCC CCCC CCCC CCCC          |
| Eslovenia       | SIxx      | BBBB BCCC CCCC CDD                |
| España          | ESxx      | BBBB OOOO DDCC CCCC CCCC          |
| Estonia         | EExx      | BBBB CCCC CCCC CCCD               |
| Finlandia       | FIxx      | BBBB BBCC CCCC CD                 |
| Francia         | FRxx      | BBBB BOOOO OCCC CCCC CCCC DD      |
| Grecia          | GRxx      | BBBB BBBC CCCC CCCC CCCC CCC      |
| Hungría         | HUxx      | BBBO OOOD CCCC CCCC CCCC CCCD     |
| Irlanda         | IExx      | AAAA BBBB BBCC CCCC CC            |
| Italia          | ITxx      | DBBB BBOO OOOC CCCC CCCC CCC      |
| Letonia         | LVxx      | BBBB CCCC CCCC CCCC C             |
| Lituania        | LTxx      | BBBB BCCC CCCC CCCC               |
| Luxemburgo      | LUxx      | BBBC CCCC CCCC CCCC               |
| Malta           | MTxx      | BBBB SSSS SCCC CCCC CCCC CCCC CCC |
| Países Bajos    | NLxx      | BBBB CCCC CCCC CC                 |
| Polonia         | PLxx      | BBBB BBBD CCCC CCCC CCCC CCCC     |
| Portugal        | PTxx      | BBBB OOOO CCCC CCCC CCCD D        |
| República Checa | CZxx      | BBBB SSSS SSCC CCCC CCCC          |
| Rumania         | ROxx      | BBBB CCCC CCCC CCCC CCCC          |
| Suecia          | SExx      | BBBB CCCC CCCC CCCC CCCC          |

| A - Primeros caracteres del Código SWIFT |
| B - Código de banco                      |
| C - Número de cuenta                     |
| D - Dígitos de control / Claves          |
| O - Código de oficina                    |
| S - Código de tipo de cuenta             |
| x - Dígitos de control para el IBAN      |